# Накхонсаван
Накхо́нсава́н или Наконсаван (тайск. นครสวรรค์) — город в центральной части Таиланда, административный центр одноимённой провинции.

## Географическое положение
Город находится в центральной части провинции, в месте слияния рек Пинг и Нан, вблизи озера Борапхет, на расстоянии приблизительно 205 километров к северо-северо-западу (NNW) от столицы страны Бангкока. Абсолютная высота — 42 метра над уровнем моря.

## Климат
| Показатель                    | Янв. | Фев. | Март | Апр. | Май  | Июнь | Июль | Авг. | Сен. | Окт. | Нояб. | Дек. | Год   |
| ----------------------------- | ---- | ---- | ---- | ---- | ---- | ---- | ---- | ---- | ---- | ---- | ----- | ---- | ----- |
| Средний суточный максимум, °C | 32,2 | 34,8 | 36,8 | 38,1 | 35,9 | 34,6 | 34   | 33,3 | 32,5 | 32,1 | 31,5  | 31,0 | 33,9  |
| Средняя температура, °C       | 25,4 | 28,3 | 30,4 | 31,8 | 30,3 | 29,5 | 28,9 | 28,4 | 27,9 | 27,7 | 26,4  | 24,7 | 28,31 |
| Средний суточный минимум, °C  | 18,1 | 21,7 | 24,1 | 25,7 | 25,4 | 25   | 24,5 | 24,3 | 24   | 23,6 | 21,3  | 18,2 | 22,99 |
| Норма осадков, мм             | 10   | 15   | 30   | 61   | 139  | 117  | 134  | 195  | 232  | 144  | 35    | 7    | 1119  |
| Источник: World Climate       |      |      |      |      |      |      |      |      |      |      |       |      |       |

## Население
По данным переписи 2000 года численность населения города составляла 91 802 человек.

## Экономика и транспорт
В Накхонсаване расположены предприятия по переработке риса, а также по производству лесоматериалов и бумаги. На окрестных полях выращивают рис, бобовые культуры, кукурузу, хлопок, джут и кунжут. Сообщение Накхонсавана с другими городами осуществляется посредством железнодорожного, речного (в городе расположен один из важнейших речных портов Таиланда) и автомобильного транспорта. Также в окрестностях города расположен одноимённый аэропорт (ICAO: VTPN).